# Ilia Tjavtjavadzeavenyn

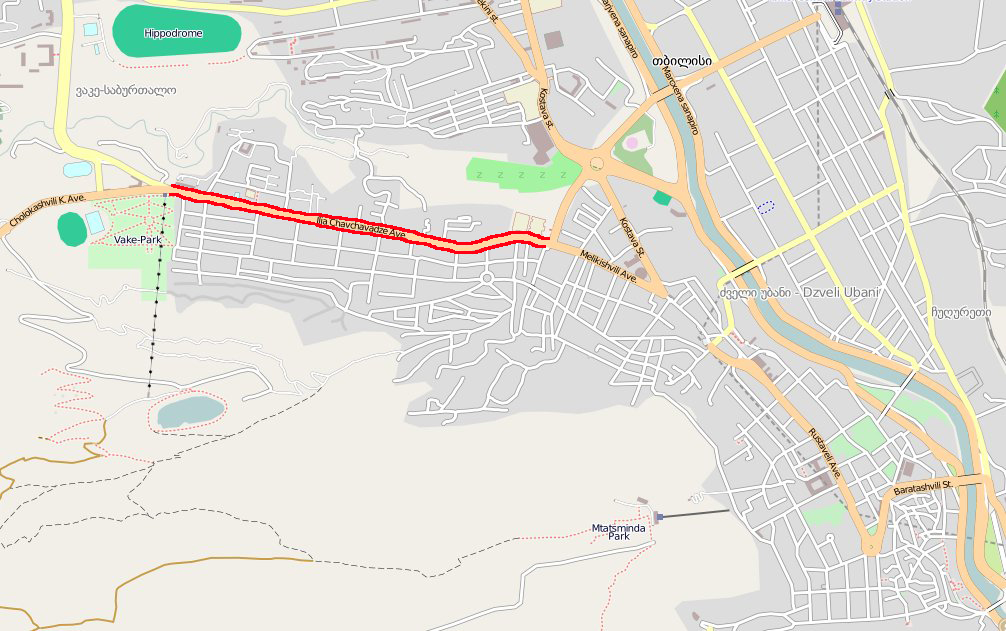
Karta över Tjavtjavadzeavenyn.

Ilia Tjavtjavadzeavenyn (georgiska: ილია ჭავჭავაძის გამზირი, Ilia Tjavtjavadzis gamziri) är en av de större avenyerna i Georgiens huvudstad Tbilisi och är döpt efter författaren och poeten Ilia Tjavtjavadze. Avenyn ligger vid den högra stranden av Mt'kvari i Vakedistriktet i Tbilisi och är en fortsättning på Melikisjvili och Rustaveliavenyn. Gatan hette ursprungligen, mellan år 1935 och 1957 Niko Marrgatan, efter orientalisten Nikolaj Marr.